# Neobisium tothi
Espèce
Neobisium tothi est une espèce de pseudoscorpions de la famille des Neobisiidae.

## Distribution
Cette espèce se rencontre en Hongrie et en Roumanie en Transylvanie.

## Description
Les mâles mesurent de 1,96 à 2,00 mm et la femelle 1,91 mm.

## Étymologie
Cette espèce est nommée en l'honneur de László Tóth.

## Publication originale
- Novák, 2017 : Neobisium (N.) tothi sp. nov., a new species from Hungary and Romania, and first records of Neobisium (N.) noricum Beier, 1939 from Hungary (Pseudoscorpiones: Neobisiidae). Turkish Journal of Zoology, vol. 41, no 3, p. 416-423 (texte intégral).